# Израильско-узбекистанские отношения
Узбекистанско-израильские отношения — отношения между двумя государствами Азии, членами ООН — Республикой Узбекистан и Государством Израиль. Дипломатические отношения между странами были установлены 10 апреля 1992 года. В столице Узбекистана Ташкенте находится посольство Государства Израиль, а в израильском городе Рамат-Ган находится посольство Республики Узбекистан. Узбекистан является одной из десяти стран с мусульманским большинством, которые установили дипломатические отношения с Израилем.

## Сравнительная характеристика
|                      | Узбекистан                                          | Израиль                                                |
| -------------------- | --------------------------------------------------- | ------------------------------------------------------ |
| Население            | 36 002 000                                          | 9 136 000                                              |
| Территория           | 448 900 км²                                         | 20 770 км²                                             |
| Плотность населения  | 75,8 чел./км²                                       | 368,0 чел./км²                                         |
| Столица              | Ташкент                                             | Иерусалим или Западный Иерусалим                       |
| Крупнейшие города    | Ташкент, Самарканд, Наманган, Бухара, Фергана       | Иерусалим, Тель-Авив — Яффа, Хайфа                     |
| Форма правления      | президентская республика                            | парламентская республика                               |
| Государственный язык | узбекский                                           | иврит, арабский                                        |
| Основная религия     | Ислам (суннитского толка)                           | Иудаизм                                                |
| ВВП (номинал)        | 60,933 млрд долларов США (5938 $ на душу населения) | 305,707 млрд долларов США (38 004 $ на душу населения) |
| Валюта               | сум                                                 | новый шекель                                           |

## История отношений
После распада СССР, в декабре 1991 года Израиль признал независимость Узбекистана. Узбекистан в свою очередь также признаёт независимость Государства Израиль. Официально дипломатические отношения между двумя странами были установлены 10 апреля 1992 года. В мае того же года в Ташкенте было открыто посольство Государства Израиль в Республике Узбекистан. Узбекистан в свою очередь открыл консульство в Израиле, которое в 1997 году было преобразовано в посольство, находящееся в городе Рамат-Ган, недалеко от Тель-Авива. Отношения двух стран за всё время дипломатических отношений находятся в стабильном состоянии.
В июле 1994 года в Узбекистан с официальным визитом посетил министр иностранных дел Израиля Шимон Перес. Были подписаны соглашения о сотрудничестве в области инвестиций, воздушного сообщения, транспорта и туризма. В апреле 1997 года Израиль посетил с официальным визитом министр иностранных дел Узбекистана Абдулазиз Камилов. В ходе визита были подписаны соглашения в области культуры, науки и медицины. Соглашение между Правительством Узбекистана и Правительством Израиля о сотрудничестве в области туризма было подписано 4 июля 1994 года и вступило в силу 31 декабря 1995 года. После подписания данных соглашений начался рост сотрудничества в туристической сфере.
В июле 1998 года состоялся визит в Узбекистан делегации деловых кругов Израиля во главе с министром промышленности и торговли Натаном Щаранским.
14-16 сентября 1998 года состоялся официальный визит в Израиль Президента Республики Узбекистан Ислама Каримова. Этот визит поднял на новый уровень двусторонние отношения стран. В ходе визита были подписаны восемь соглашений в различных областях. Была создана узбекистанско-израильская комиссия по делам сотрудничества в области экономики. В тот-же год было создано совместное общество дружбы «Узбекистан — Израиль».
В августе 2007 года Узбекистан посетила парламентская делегация Израиля во главе с вице-спикером Кнессета, уроженцем Самарканда Амноном Коэном. В апреле 2008 года представители Всемирного конгресса бухарских евреев во главе с уроженцем Ташкента Львом Леваевым посетили Узбекистан.
В 2002 году сумма товарооборота между странами достигла 53 миллиона долларов США. В 2007 году товарооборот несколько снизился до 27 миллионов, а в 2008 году вырос до 40 миллионов долларов США.
В городах Израиля и Узбекистана каждый год проводятся недели двух стран. Благодаря проводимым мероприятиям, число желающих посетить обе страны неуклонно растёт. Каждый год Узбекистан посещают несколько тысяч израильских туристов, зачастую многие из них являются репатриантами, несколько десятилетий назад покинувшими Узбекистан и другие страны бывшего СССР, а возвращающимся в качестве туристов со своими потомками, чтобы показать им страну, в которой они родились и выросли.
Также развивается сотрудничество по подготовке кадров в области предпринимательства, аграрного сектора, медицины и образования. В 2004—2008 годах по линиям центров международного сотрудничества «Машав» при МИД Израиля и «Синадко» при МСХ, в Израиле прошли обучение и переподготовку около 500 специалистов из Узбекистана, а более 9,5 тысяч обучались на курсах организованных в самом Узбекистане с участием израильских специалистов.
Активно развивается и научное сотрудничество между странами. Ученые Лаборатории паразитологии Института зоологии Академии Наук Узбекистана и израильского Института ветеринарии сотрудничают по созданию вакцин против болезней крупного рогатого скота. В ходе совместной работы с израильскими специалистами были созданы вакцины, использующиеся для предотвращения заболеваний животных.
Активно развивается сотрудничество в области медицины, туризма, транспорта, науки и информационных технологий. В первые годы установления отношений, Израиль в основном импортировал из Узбекистана золото, серебро, хлопок, шерсть и кожу. Позднее в список товаров импортируемых из Узбекистана вошли текстиль, химикаты, металлы и другие материалы. Узбекистан импортирует из Израиля бытовую, строительную и аграрную технику, чёрные металлы, пластмассу и изделия из пластмассы, оптические изделия, продукты питания, кофе, чай, мясные и рыбные продукты, лекарства и другие товары. Между аэропортами Ташкента и Тель-Авива существует регулярное воздушное сообщение.
В обеих странах функционируют различные фирмы и предприятия, в том числе с участием совместного капитала. В частности, в Узбекистане функционируют более 45 израильских фирм, компаний и предприятий.
В октябре 2019 года был подписан меморандум о взаимопонимании. По нему Узбекистан закупит нескольких тысяч установок по добыче воды из воздуха, разработанных израильской компанией Watergen. Общая сумма сделки оценивается в несколько млн долл. США.

## Экономическое и торговое сотрудничество
В феврале 2024 года израильский министр экономики Нир Баркат встретился с заместителем премьер-министра Узбекистана Джамшидом Ходжаевым в рамках министерской конференции Всемирной торговой организации. В ходе этой встречи прошла церемония подписания Израилем просьбы Узбекистана о вступлении в ВТО.

## Авиасообщение и туризм
С 10 февраля 2018 года Узбекистан ввёл безвизовый режим для граждан Израиля сроком на 30 дней. Это предусмотрено указом президента Шавката Мирзиёева «О дополнительных организационных мерах по созданию благоприятных условий для развития туристского потенциала Республики Узбекистан».
В сентябре 2023 года министр транспорта Израиля Мири Регев и посол Узбекистана в Израиле Феруза Махмудова подписали протокол о расширении договора об авиасообщении между странами, действующего с 1994 года. До 2023 года авиасообщение между странами осуществляла только компания «Uzbekistan Airways» (на линии Тель-Авив — Ташкент). С 2023 года в ней добавилась ещё одна узбекская авиакомпания «Qanot Sharq» (на линии Тель-Авив — Самарканд).